# Eschenbach in der Oberpfalz
Eschenbach in der Oberpfalz là một đô thị ở huyện Neustadt (Waldnaab) bang Bayern thuộc nước Đức.